# Алсинов Фаїль Фаттахович
Фаїль Фаттахович Алсинов (більш відомий як Фаіль Алсинов; башк. Фаил Фәттәх улы Алсынов рос. Фаиль Фаттахович Алсинов) — башкирський громадський і активний діяч, опозиціонер. Колишній заступник голови башкортостанської народної організації Башкирський громадський рух Кук Буре, екс-лідер забороненої в Росії башкортостанської громадської організації Башкорт. Учасник анексійних протестів.
У січні 2024 року порушення проти нього кримінальної справи викликало масу протестів у Башкортостані.

## Біографія
Фаїль Алсинов народився 7 грудня 1986 року в селі Юлдибай Зілаїрського району. Він також має двох братів і одну сестру. Вивчав історію в Башкортостанському державному університеті.
На початку 2011 року почав працювати спеціалістом Всесвітнього башкортостанського суду, де працював до 2014 року. Його звільнили через те, що він не хотів працювати з новим керівництвом.
Наприкінці листопада 2013 року на нього напали двоє п'яних чоловіків. Зловмисники «приїхали в Башкортостан з села!» вигукувати гасла. Після побиття Фейла госпіталізували, йому зробили операцію на вусі. Незабаром організація «Блакитний вовк» різко розкритикувала проведення російського маршу в столиці Башкортостану.

## Громадська діяльність
На початку 2008 року приєднався до «Небесного вовка» і почав свою діяльність у національному русі Башкортостану. Наприкінці 2010 року обраний першим заступником голови організації. Так залишалося до 2014 року, коли він покинув організацію. Разом з іншими членами організації бере участь у мітингах та акціях протесту, які організовує організація. Пропонує та організовує відродження Молодіжної ради при Виконавчому комітеті Всесвітнього фонду Башкортостан.
У 2014 році в Кук-Бурі відбулися розколи, в результаті яких три депутати — Рамзіль Байназаров, Фаїл Алсинов і Руслан Габбасов вийшли з організації, і в тому ж році заснували громадську організацію Башкортостану під назвою «Башкорт».
У тому ж році в Башкортостані почалися слухання щодо розробки Торатауської дамби, яку планувалося зруйнувати для видобутку ресурсів. Як справжній лідер організації «Башкорт», він став одним з організаторів і учасників Торатауських протестів на підтримку Шихана. В результаті громадськість змогла захистити Шихана. Пізніше у 2020 році члени тодішньої забороненої організації та сам Файле взяли участь у протестах Куштау.
У 2018 році брав участь у заходах у містах Тімас і Сібай, де місцеве населення вступило в конфлікт із чеченськими та курдськими мігрантами. Пізніше, під час подій Тімаса і Сібая, лідер Рустам Хамітов подав у відставку.
Протягом кількох років, починаючи з 2015 року, Алсинов регулярно затримувався співробітниками міліції з різних причин.

## Кримінальна справа
У квітні 2023 року брав участь в акціях протесту проти проведення геологорозвідувальних робіт на горі Ірандек у селі Ішморза Баймакського району Башкортостану.
У жовтні 2023 року після виступу в Ішморзі до Файла Алсинова особисто звернувся глава Республіки Башкортостан Радій Хабіров. Зазначається, що у квітні 2023 року, виступаючи на мітингу на захист Зауралья Башкортостану від видобутку корисних копалин, він виступив з негативною промовою проти вірмен, кавказців і вихідців із Середньої Азії на зборах біля сільського будинку культури. Мітинг організований з метою недопущення видобутку надр, оскільки раніше видобувні компанії та їх організатори мають негативну репутацію та афілійовані з республіканською владою.
У січні 2024 року прокуратура вимагає для Фаіла Алсинова 4 роки позбавлення волі. Закрите судове засідання призначено на січень 2024 року. Під час судових засідань тисячі людей проводили мітинги на підтримку Алсинова.
15 січня 2024 року в Баймаку відбудеться третє судове засідання, під час якого 17 січня буде оголошено вирок. За різними оцінками, до суду на підтримку Алсинова прийшло 5-10 тисяч осіб.
16 січня 2024 року Алсинов був внесений до списку екстремістів.